# Когнитивна склонност
Когнитивна склонност (или когнитивно пристрастие, уклон), е систематичен модел на отклонение от нормата или рационалността в преценката. Индивидите създават своя собствена "субективна реалност" от възприемането на входящите данни. Конструкцията на реалността на индивида, а не обективните входни данни, може да диктува поведението му в света. По този начин когнитивните предразсъдъци понякога могат да доведат до изкривяване на възприятията, неточна преценка, нелогично тълкуване или това, което най-общо се нарича ирационалност.
Въпреки че може да изглежда, че подобни погрешни възприятия са отклонения, предразсъдъците могат да помогнат на хората да намерят общи черти и преки пътища, които да им помогнат да се ориентират в често срещани житейски ситуации.
Някои когнитивни предразсъдъци вероятно са адаптивни. Когнитивните пристрастия могат да доведат до по-ефективни действия в даден контекст. Освен това допускането на когнитивни отклонения позволява по-бързи решения, което може да е желателно, когато навременността е по-ценна от точността, както е показано в евристиката. Други когнитивни пристрастия са „страничен продукт“ на ограниченията на човешката обработка, произтичащи от липсата на подходящи умствени механизми (ограничена рационалност), влиянието на индивидуалната структура и биологичното състояние (вж. въплътено познание) или просто от ограничения капацитет за обработка на информация.
През последните шест десетилетия на изследвания на човешката преценка и вземане на решения в областта на когнитивната наука, социалната психология и поведенческата икономика е идентифициран непрекъснато развиващ се списък с когнитивни отклонения. Даниел Канеман и Тверски (1996 г.) твърдят, че когнитивните склонности имат ефикасни практически последици за области, включващи клинична преценка, предприемачество, финанси и управление.

## Общ преглед
Понятието „когнитивни склонности“ е въведено от Амос Тверски и Даниел Канеман през 1972 г. и е резултат от техния опит с неспособността на хората да разсъждават интуитивно за по-големите редове величини. Тверски, Канеман и колегите им демонстрират няколко възпроизводими начина, по които човешките преценки и решения се различават от теорията на рационалния избор. Тверски и Канеман обясняват човешките различия в преценката и вземането на решения с евристиките. Евристиките включват мисловни съкращения, които дават бързи оценки за възможността за несигурни събития. Евристиките са лесни за изчисляване от мозъка, но понякога внасят „сериозни и систематични грешки“.
Например евристиката на представителността се определя като „склонност да се съди за честотата или вероятността“ на дадено събитие по степента, в която събитието „прилича на типичния случай“.
Проблемът „Линда“ илюстрира евристиката на представителността (Tversky & Kahneman, 1983). На участниците е дадено описание на „Линда“, което подсказва, че Линда може и да е феминистка (напр. казва се, че тя е загрижена за дискриминацията и проблемите на социалната справедливост). След това участниците са запитани дали смятат, че е по-вероятно Линда да е: а) „банкова служителка“ или б) „банкова служителка и активна участничка във феминисткото движение“. Мнозинството избира отговор (б). Тази грешка (от математическа гледна точка отговор (б) не може да бъде по-вероятен от отговор (а)) е пример за „конюнкционна грешка“; Тверски и Канеман твърдят, че респондентите са избрали (б), защото е изглеждал „по-представителен“ или типичен за хората, които биха могли да отговарят на описанието на Линда. Евристиката на представителността може да доведе до грешки като активиране на стереотипи и неточни преценки за другите (Haselton et al., 2005, стр. 726).
Критиците на Канеман и Тверски, като Герд Гигеренцер, твърдят, че евристиката не трябва да ни кара да възприемаме човешкото мислене като изпълнено с ирационални когнитивни склонности. Те по-скоро би трябвало да възприемат рационалността като адаптивен инструмент, който не е идентичен с правилата на формалната логика или вероятностното изчисление. Въпреки това експерименти като „проблема Линда“ прерастват в изследователски програми за евристики и склонности, които се разпространяват отвъд академичната психология в други дисциплини, включително медицина и политически науки.

## Видове
Пристрастията могат да бъдат разграничени по няколко признака. Примерите за когнитивни пристрастия включват:
- Специфични за групите отклонения (като рисковата смяна) и отклонения на индивидуално ниво;

- Пристрастия, които влияят върху вземането на решения, при които трябва да се отчита желателността на вариантите (напр. заблудата за потъващите разходи);

- Пристрастия, като например илюзорна корелация, които засягат преценката за това колко вероятно е нещо или дали едно нещо е причина за друго;

- Пристрастия, които засягат паметта[12], като например склонността към последователност (запомняне на минали нагласи и поведение като по-близки до настоящите);

- Пристрастия, които отразяват мотивацията[13] на субекта, например желанието за положителна представа за себе си, което води до егоцентрично отклонение и избягване на неприятния когнитивен дисонанс.[14]

Други уклони се дължат на специфичния начин, по който мозъкът възприема, формира спомени и прави преценки. Това разграничение понякога се описва като „горещо познание“ срещу „студено познание“, тъй като мотивираното разсъждение може да включва състояние на възбуда. Сред „студените“ склонности:
- някои от тях се дължат на пренебрегване на релевантна информация (напр. пренебрегване на вероятността);

- някои от тях са свързани с това, че решението или преценката са повлияни от несъществена информация (например ефектът на рамкирането, при който един и същ проблем получава различни отговори в зависимост от начина, по който е описан; или отклонението на разграничаването, при което вариантите, представени заедно, имат различни резултати от тези, представени поотделно);

- а други придават прекомерна тежест на маловажна, но съществена характеристика на проблема (напр. закотвяне).

Фактът, че някои склонности отразяват мотивацията, по-конкретно мотивацията да имаш положително отношение към себе си, обяснява факта, че много склонности са самообслужващи се или самонасочени (напр. илюзия за асиметрична проницателност, склонност към себеизтъкване). Съществуват също така пристрастия в начина, по който субектите оценяват вътрешните или външните групи; оценяват вътрешните групи като по-разнообразни и „по-добри“ в много отношения, дори когато тези групи са произволно определени (пристрастие към вътрешната група, пристрастие към хомогенността на външната група).
Някои когнитивни склонности спадат към подгрупата на склонностите към привличане на вниманието, която се отнася до обръщането на повишено внимание на определени стимули. Доказано е например, че хората, пристрастени към алкохол и други наркотици, обръщат повече внимание на стимули, свързани с наркотици. Обичайни психологически тестове за измерване на тези отклонения са задачата на Строоп и задачата с точкови проби.
Податливостта на индивидите към някои видове когнитивни склонности може да бъде измерена чрез теста за когнитивна рефлексия (CRT), разработен от Шейн Фредерик (2005).

## Списък с когнитивни пристрастия
| Име                                                                                | Описание |
| ---------------------------------------------------------------------------------- | --- |
| Фундаментална атрибутивна грешка (известна още като отклонение при съответствието) | Склонност към прекалено подчертаване на личностно обусловени обяснения за поведението, наблюдавано у другите. В същото време хората подценяват ролята и силата на ситуационните влияния върху същото поведение. Класическото изследване на Едуард Е. Джоунс и Виктор А. Харис (1967 г.) илюстрира фундаменталната атрибутивна грешка. Въпреки че са били информирани, че насочеността на речта на обекта (про-Кастро/анти-Кастро) е била приписана на автора, участниците са пренебрегнали ситуационния натиск и са приписали на автора про-Кастро нагласи, когато речта е представлявала такива нагласи. |
| Скрити пристрастия (известни още като скрити стереотипи, несъзнателни пристрастия) | Склонност да се приписват положителни или отрицателни качества на група лица. Тя може да бъде напълно нефактологична или да бъде злоупотреба с обобщението на често срещана черта в дадена група за всички индивиди от тази група. |
| Пристрастие към първичното                                                         | Склонност да се влияем от първото представяне на даден проблем, за да си създадем предварителна представа за него, която след това можем да коригираме с последваща информация. |
| Склонност към потвърждение                                                         | Склонност да се търси или тълкува информация по начин, който потвърждава предварителните убеждения, и да се дискредитира информация, която не подкрепя първоначалното мнение. Свързана е с концепцията за когнитивния дисонанс, тъй като индивидите могат да намалят непоследователността, като търсят информация, която потвърждава техните възгледи (Jermias, 2001, с. 146). |
| Уклон към афинитет                                                                 | Склонност да се отнасяме благосклонно към хора, които най-много приличат на нас. |
| Пристрастие към собствените интереси                                               | Склонност към поемане на по-голяма отговорност за успехите, отколкото за неуспехите. Тя може да се прояви и като склонност на хората да оценяват двусмислена информация по начин, който е изгоден за техните интереси. |
| Склонност към убежденията                                                          | Склонност да се оценява логическата сила на даден аргумент въз основа на текущото убеждение и възприеманата правдоподобност на заключението на твърдението. |
| Рамкиране                                                                          | Склонност към стесняване на описанието на дадена ситуация, за да се стигне до избрано заключение. Един и същ първообраз може да бъде формулиран по различен начин и следователно да доведе до различни заключения. |
| Пълзящ детерминизъм                                                                | Склонност да се разглеждат минали събития като предсказуеми. Познат е още като ефектът „знаех си, че ще се случи“. |
| Склонност към закотвяне                                                            | Неспособността на хората да направят подходящи корекции от началната точка в съответствие с окончателния отговор. Това може да доведе до вземане на неоптимални решения. Закотвянето влияе върху вземането на решения при преговори, медицински диагнози и съдебни присъди. |
| Пристрастност към статуквото                                                       | Склонност да се придържаме към настоящата ситуация, а не към алтернативна ситуация, за да избегнем риска и загубата (нежелание за загуба). При пристрастието към статуквото вземащият решение е по-склонен да избере дадена опция, защото тя е опцията по подразбиране или статуквото. Доказано е, че влияе върху различни важни икономически решения, например избор на автомобилна застраховка или електрическа услуга. |
| Склонност към самоувереност                                                        | Склонност към прекомерно доверие в собствената способност за вземане на правилни решения. Хората са склонни да надценяват способностите и уменията си като лица, вземащи решения. вж. също ефекта на Дънинг-Крюгер |

## Практическа значимост
Много социални институции разчитат, че хората ще правят рационални преценки.
Режимът на регулиране на ценните книжа до голяма степен предполага, че всички инвеститори действат като напълно рационални лица. В действителност реалните инвеститори са изправени пред когнитивни ограничения, свързани с пристрастия, евристики и ефекти на рамкирането.
Справедливият съдебен процес изисква например журито да не обръща внимание на несъществените характеристики на делото, да преценява по подходящ начин съответните характеристики, да разглежда непредубедено различните възможности и да се противопоставя на заблуди като призив към емоции. Различните предразсъдъци, демонстрирани в тези психологически експерименти, показват, че хората често не успяват да направят всички тези неща. Въпреки това те не успяват да го направят по систематичен и предвидим начин.
Когнитивните предразсъдъци са свързани също така с устойчивото мислене, основано на теорията за всичко, с големи социални проблеми като предразсъдъците, а също така те са пречка за приемането на научни неинтуитивни знания от обществото.
Въпреки това в някои академични дисциплини изучаването на пристрастията е много популярно. Например пристрастността е широко разпространено и добре изучено явление, тъй като повечето решения, които засягат умовете и сърцата на предприемачите, са изчислително неразрешими.
Когнитивните пристрастия могат да създадат и други проблеми, които възникват в ежедневието. Едно проучване показва връзката между когнитивните пристрастия, по-конкретно пристрастието към подхода, и спирачния контрол върху това колко нездравословна храна ще изяде човек. Установено е, че участниците, които са изяли повече от вредната храна, са имали по-малък инхибиторен контрол и са разчитали повече на склонността към подход. Други също така предполагат, че когнитивните склонности биха могли да бъдат свързани с различни хранителни разстройства и с начина, по който хората гледат на тялото си и на образа му.
Твърди се също, че когнитивните пристрастия могат да се използват по разрушителен начин. Някои смятат, че има хора с власт, които използват когнитивни пристрастия и евристики, за да манипулират другите, така че да могат да постигнат крайните си цели. Някои медикаменти и други методи на лечение разчитат на когнитивни пристрастия, за да убедят други хора, които са податливи на когнитивни пристрастия, да използват техните продукти. Мнозина смятат това за възползване от естествената борба на човека за преценка и вземане на решения. Те също така смятат, че е отговорност на правителството да регулира тези подвеждащи реклами.
Изглежда, че когнитивните склонности играят роля и при продажната цена и стойността на имотите. На участниците в експеримента е показан жилищен имот. След това са им показали друг имот, който е бил напълно несвързан с първия имот. От тях е поискано да кажат каква според тях ще бъде стойността и продажната цена на втория имот. Установено е, че показването на несвързан имот е оказало влияние върху оценката на втория имот.